# Strongylocentrotidae
Strongylocentrotidae — семейство морских ежей из отряда Сводчатозубые морские ежи. Типовой род — Strongylocentrotus Brandt, 1835. Известны в ископаемом виде
Это так называемые «правильные» морские ежи, характеризующиеся круглым панцирем и иголками по всему телу. Рот расположен на нижней стороне тела, а анус — на верхней.
Первичные (крупные) и вторичные (мелкие) иглы отличаются только размером. Первичные иглы не очень длинные, только изредка их длина равна диаметру панциря, чаще намного короче. Бугорки гладкие, без отверстий. На каждой амбулакральной пластинке больше 3 пар пор. Поровая зона не расширяется по направлению к ротовому отверстию.
Имеют несколько типов хватательных органов Характерны шароносные (глобиферные) педицелярии с длинной шейкой и одним концевым крючком на каждой створке. Известковые тельца (спикулы) в ножках в виде прямой или изогнутой палочки с разветвлениями на концах. Есть жевательный аппарат, зубы с килем. Обладают наружными жабрами.
Распространены в арктических и умеренных районах северного полушария.

## Виды
По данным World Register of Marine Species род Strongylocentrotus на февраль 2025 семейство включает следующие роды:
- Hemicentrotus Mortensen, 1942
- Mesocentrotus Tatarenko & Poltaraus, 1993
- Pseudocentrotus Mortensen, 1903
- Strongylocentrotus Brandt, 1835